# Across the Plains
Across the Plains er en amerikansk stumfilm fra 1910 af Francis Boggs.

## Medvirkende
- Hobart Bosworth
- Betty Harte
- Tom Santschi